# Lethrus karelini
Lethrus karelini is een keversoort uit de familie mesttorren (Geotrupidae). De wetenschappelijke naam van de soort werd in 1845 gepubliceerd door Gebler.